# Бондаренко, Михаил Трофимович
Михаил Трофимович Бондаренко (1904—1983) — советский военачальник, участник Великой Отечественной войны, генерал-майор артиллерии (11.05.1949).
В дни обороны Тулы командовал 732-м зенитным артиллерийским полком (1941), затем 250-м зенитным артиллерийским полком, 52-й зенитной артиллерийской дивизией ПВО и рядом крупных соединений ПВО Советской армии (с августа 1949 года — командир 5-го зенитного артиллерийского корпуса). Старший преподаватель Академии Генштаба.

## Биография
Родился в селе Новомайорское (ныне Великоновосёлковского района Донецкой области Украины). Украинец.
2 ноября 1926 года призван в РККА и направлен в полковую школу 30-го артиллерийского полка УВО.
С ноября 1927 г. проходил службу в 89-м Чонгарском стрелковом полку в г. Днепропетровск, где был командиром орудия, пом. командира взвода, старшиной дивизиона.
С августа 1931 г., после сдачи экстерном экзаменов за курс Сумского артиллерийского училища, в том же полку исполнял должности командира взвода, пом. командира и командира батареи. Член ВКП(б)/КПСС с 1932 года.
В декабре 1936 г. Бондаренко переведен в 16-й зенитно-артиллерийский полк ПВО в г. Запорожье, где был назначен командиром батареи, затем дивизиона.
В мае 1941 г. направлен в ОдВО на должность начальника штаба артиллерии 15-й бригады ПВО в г. Одесса.

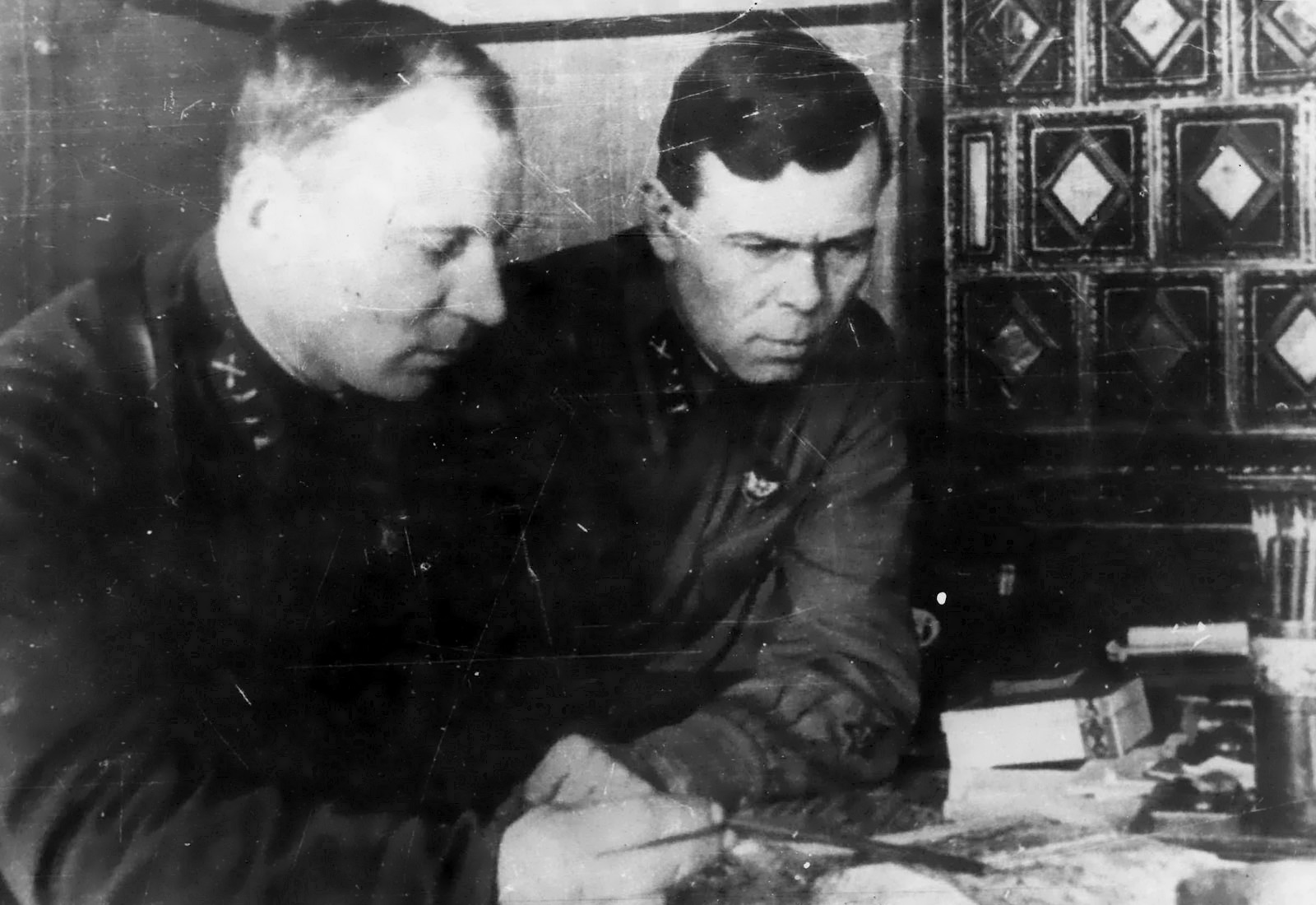
Командир 732-го зенитно-артиллерийского полка подполковник М. Т. Бондаренко и комиссар полка старший батальонный комиссар Г. И. Морозкин. Тула, октябрь-ноябрь 1941 года.

В начале Великой Отечественной войны в той же должности. С июля 1941 г. майор Бондаренко — зам. начальника, с августа — начальник 1-го отдела управления ПВО штаба ОдВО. В сентябре назначается командиром 732-го зенитного артиллерийского полка (начальник штаба — капитан А. А. Киселёв), Тульского дивизионного района ПВО. В сентябре — октябре полк в ходе битвы под Москвой отражал воздушные налеты вражеской авиации на г. Тула.
С 30 октября по 1 ноября две танковые дивизии (около 100 танков в первом эшелоне) и одна пехотная бригада противника пытались овладеть городом Тула, нанося основные удары по Орловскому шоссе, Рогожинскому посёлку и Воронежскому шоссе. К этому времени отойти к Туле успела только часть войск 50-й армии. 69-я бригада войск НКВД по охране особо важных промышленных предприятий (156-й полк) и подчинённые бригаде части гарнизона (732-й зенитный артиллерийский полк ПВО) и ополченцев (Тульский рабочий полк) под командованием И. Я. Кравченко приняли на себя первый удар и сумели удержать оборону до подхода подкреплений.
Кроме того, неоднократно участвовал в борьбе с наземным противником, при этом только за указанный период было уничтожено до 60 его танков и бронемашин, несколько артиллерийских и минометных батарей, до 2000 солдат и офицеров.
За проявленное мужество, отвагу и героизм при обороне Тулы 45 солдат и офицеров полка были награждены правительственными наградами. Командир полка подполковник Бондаренко был награждён орденом Красного Знамени.
В мае 1942 г. подполковник Бондаренко переведен в войска ПВО Москвы и назначен командиром 250-го зенитно-артиллерийского полка ПВО, боевые порядки которого были развернуты на северо-восточных и восточных подступах к Москве. Полк осуществлял прикрытие от воздушного противника важных военных и промышленных объектов — Щитниковской водонасосной станции, электростанции в г. Электросталь, химического завода в г. Ногинск, аэродромов Монино и Быково, радиостанции «Коминтерн».
С 30 мая 1943 г. полковник М. Т. Бондаренко — командир 52-й зенитной артиллерийской дивизии в составе Московского фронта ПВО. С июля дивизия в составе Особой Московской армии ПВО выполняла боевые задачи по противовоздушной обороне ближних восточных и северо-восточных подступов к Москве, вела борьбу с одиночными самолетами и мелкими группами авиации противника, производившими вылеты на разведку и бомбардировку отдельных объектов в границах сектора.
С октября 1943 г. и до конца войны части дивизии несли службу воздушного наблюдения, продолжали выполнять прежнюю боевую задачу по зенитной обороне Москвы. Однако ввиду отсутствия воздушного противника в границах ответственности боевых действий не вели.
С августа 1943 г. отдельные зенитные артиллерийские батареи дивизии участвовали в проведении салютов в Москве в честь побед Красной армии на фронтах Великой Отечественной войны.
После войны полковник Бондаренко продолжал командовать этой же дивизией.
В июне 1946 г. он назначается командиром 8-й зенитной артиллерийской дивизии ПВО, выполнявшей задачи по обороне г. Баку.
В августе 1949 г. переведен на Урал командиром 5-го зенитного артиллерийского корпуса в г. Свердловск.
В январе 1951 г. корпус был переформирован в Уральский район ПВО, а генерал-майор артиллерии Бондаренко назначен пом. командующего войсками района ПВО.
С декабря 1951 по декабрь 1952 г. он был откомандирован для прохождения службы в Войско Польское, где руководил 7-м корпусом ПВО.
В декабре 1953 г., по окончании ВАК при Высшей военной академии им. К. Е. Ворошилова, направляется начальником группы планирования и материального обеспечения боевой подготовки Штаба Войск ПВО страны, с июля 1954 г. — начальник отдела боевой подготовки и планирования Главного управления Главкома Войск ПВО страны.
С ноября 1954 г. был зам. командира корпуса зенитно-ракетной обороны Москвы.
С декабря 1955 г. — старший преподаватель кафедры ПВО Высшей военной академии им. К. Е. Ворошилова.
В ноябре 1959 г. уволен в отставку.
Решением Тульского горисполкома от 03.12.1966 в связи с 25-летием героической обороны города Тулы в период Великой Отечественной войны 1941—1945 гг. и за выдающиеся заслуги в организации обороны Тулы присвоено звание Почётного гражданина города Тулы.
Умер 9 марта 1983 года.

## Награды и звания
- Орден Ленина (19.11.1951[4])
- Четыре ордена Красного Знамени (??.11.1941, 22.08.1944[5], 05.11.1946[4], 30.12.1956[4])
- орден Красной звезды (03.11.1944[4])
- медали, в том числе:
  - «За оборону Москвы»
  - «За оборону Одессы»
  - «За Победу над Германией в Великой Отечественной войне 1941—1945 гг.» (1945)
  - «Ветеран Вооружённых Сил СССР»

Почётный гражданин города Тулы (1966).

## Память
В Туле в его честь названа улица.

## Оценки и мнения
Командир 732-го зенитного артиллерийского полка М. Т. Бондаренко:

…Главную ударную силу в борьбе с танками врага представлял 732-й зенитный артиллерийский полк…

Сами болванки не могли взрываться, иначе они не принесли бы танкам никакого вреда… Имея приличную массу и большую начальную скорость, 85-мм бронебойный снаряд пробивал насквозь все типы танков, выпущенных заводами Германии в 1940-41 годах. Обычно трассирующий состав поджигал пары бензина внутри немецких танков — они работали на бензиновом топливе, а наши — на дизельном. Когда болванка попадала в стык корпуса и башни, последняя отлетала в сторону. Если же пробивала башню спереди и ударялась в заднюю стенку, она срывалась со сварных швов и отлетала на 15-20 метров…

## Публикации
- Бондаренко М. Т. Огонь ведут зенитчики // Битва за Тулу. — Изд. 3-е. — 1957. — С. 62—76.